# Myslina
Myslina est un village de Slovaquie situé dans la région de Prešov.

## Histoire
Première mention écrite du village en 1330.

## Démographie

### Évolution de la population
| Année:               | 1994. | 2004.   | 2014.   | 2024.   |
| -------------------- | ----- | ------- | ------- | ------- |
| Nombre de personnes: | 535   | 567     | 587     | 599     |
| Différence:          |       | +5,98 % | +3,52 % | +2,04 % |

| Année:               | 2023. | 2024.   |
| -------------------- | ----- | ------- |
| Nombre de personnes: | 606   | 599     |
| Différence:          |       | -1,15 % |